# Doortrapper

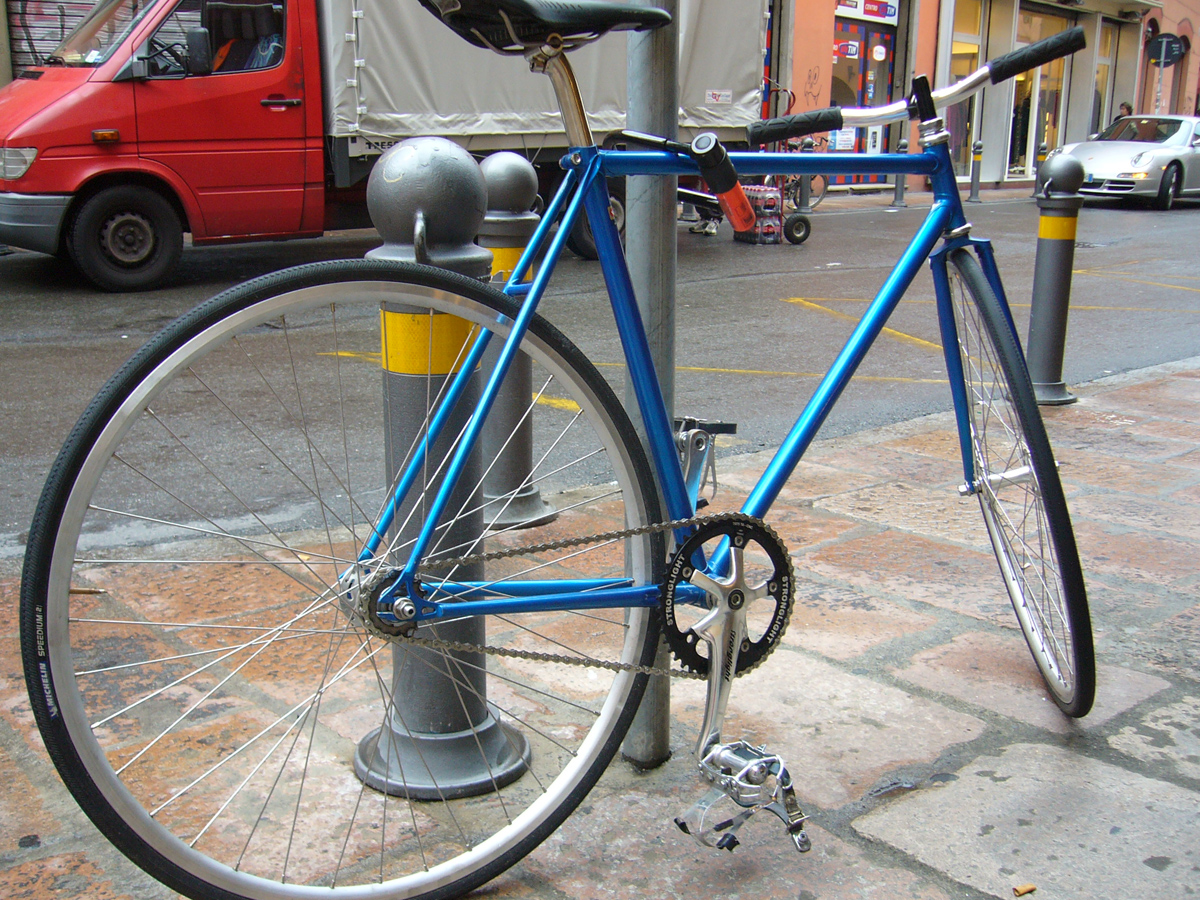
Doortrapper; een reminrichting is niet aanwezig.

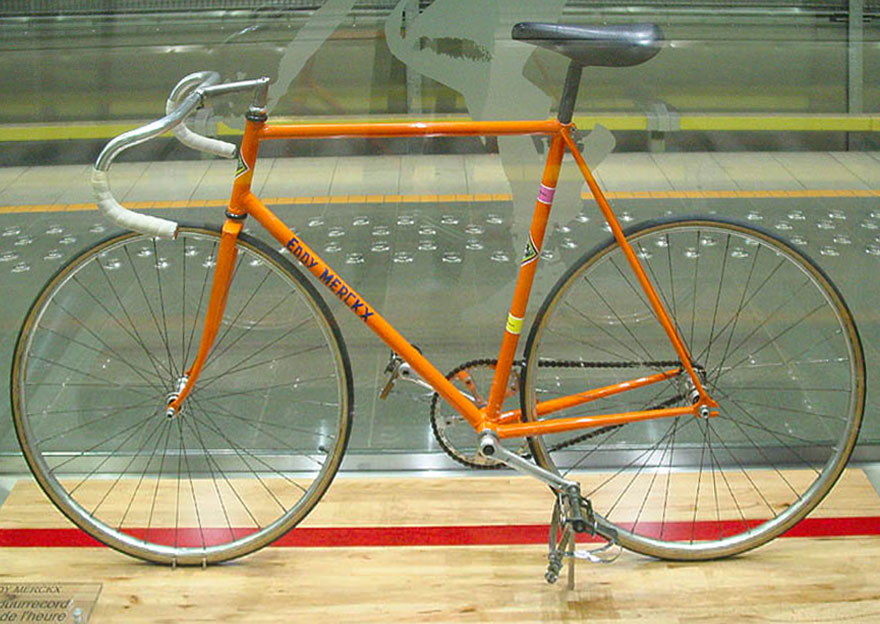
Baanfiets

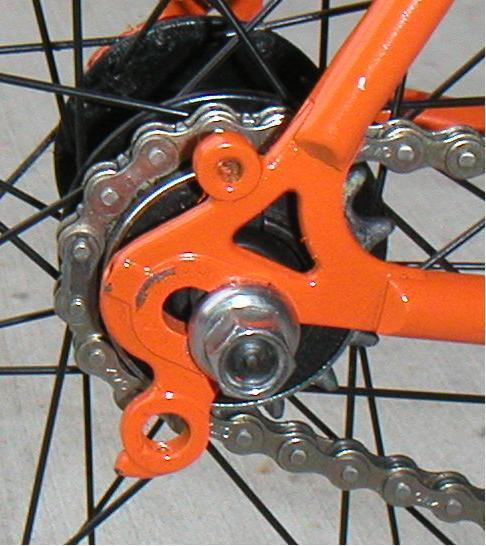
Stalen frame met achter semi-horizontale uitvaleinden, dat is omgebouwd tot een doortrapper. Het derailleuroog (onder de as) en het oog voor de montage van een spatbord zijn ongebruikt.

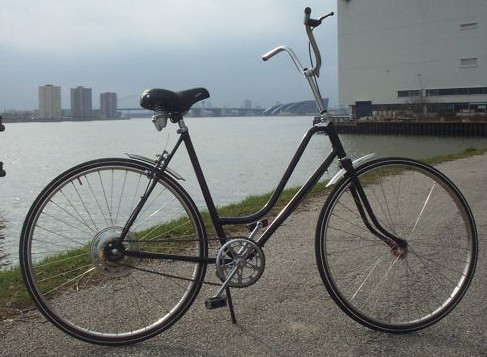
De Dory zoals die in de jaren 1970 werd gebruikt.

Een doortrapper, ook wel dory, fixed gear of fixie genoemd, is een fiets waarbij het wiel aangedreven wordt zonder tussenliggende vrijloop. Bij doortrappers is het achterste kettingwiel (of kransje) vast verbonden met de naaf van het achterwiel. Beide hebben gewoonlijk een schroefdraad. Een sluitring voorkomt dat het kransje los komt als de fietser de cranks blokkeert om te remmen. Door het vaste verzet kan een doortrapper achteruit fietsen en stil staan (surplacen).

## Gebruik
De baanfiets is het bekendste voorbeeld van een doortrapper. Ook bij het kunstfietsen worden doortrappers gebruikt. Sinds het begin van de 21e eeuw komen er steeds meer doortrappers op de openbare weg; deze trend is waarschijnlijk afkomstig uit de fietskoeriersubcultuur. Sommige doortrappers hebben geen reminrichting: de fietser vermindert dan snelheid door tegen te trappen of de cranks te blokkeren, waarna het achterwiel slipt. Omdat het voorwiel de meeste remkracht kan leveren wordt meestal aangeraden om wel een voorrem te monteren op een doortrapper die bedoeld is voor de weg.

## Voordelen en nadelen
De eenvoud van een doortrapper en zijn lage gewicht maakt hem aantrekkelijk voor bijvoorbeeld fietskoeriers. Er zijn geen versnellingen en maar twee kettingwielen, en de ketting is kort. De kettinglijn is perfect evenwijdig aan de lengteas van de fiets. Dit alles maakt de doortrapper efficiënt en het onderhoud eenvoudig. Door het vaste verzet kan de berijder de fiets heel goed aanvoelen, zo wordt een gladde weg snel opgemerkt. De fiets fungeert als een soort vliegwiel, waardoor de fietser gemakkelijk in een cadans komt. Een berijder van een doortrapper kan niet zijn benen stilhouden om even uit te rusten. Dat maakt een doortrapper een geschikte trainingsfiets.
Door het ontbreken van versnellingen moet de berijder van een doortrapper uit het zadel bij forse tegenwind of bij het beklimmen van een heuvel. Bij meewind en afdalingen moet hij veel toeren maken. Een scherpe bocht met hoge snelheid is niet mogelijk doordat de pedalen blijven meedraaien, waardoor het pedaal de grond kan raken en de fietser daardoor ten val komt. Veel doortrappers hebben daarom wat kortere cranks dan andere fietsen (165 mm in plaats van 170 mm). De vaste verbinding met het achterwiel zorgt voor gevaar als een broekspijp tussen de ketting en het kettingblad komt; het is immers niet mogelijk om even naar achteren te trappen om de broekspijp weer los te maken. Bij onderhoud aan de ketting is er gevaar voor vingers als het achterwiel draait. Als de ketting van de kettingwielen loopt of breekt kan zij tussen het frame en het achterste kettingwiel slaan met een val ten gevolg. Toeclips, klikpedalen of straps zijn belangrijk bij doortrappers, omdat ze voorkomen dat de voeten van de fietser loskomen bij het remmen of een fikse hobbel in de weg.
Fietsen zonder rem zijn in veel landen (waaronder België en Nederland) niet toegestaan op de openbare weg.

## Conversies
Doortrappers zijn kant-en-klaar te koop; gewoonlijk bedoeld voor de baan, maar soms ook voor de weg. De meeste doortrappers op de weg zijn echter conversies van oudere racefietsen. De belangrijkste eis aan dergelijke fietsen is dat het frame (semi-)horizontale uitvaleinden heeft, zodat de ketting kan worden gespannen door het wiel naar voren of naar achteren te zetten. Bij een conversie worden de versnellingen, de achterrem, en een van de voorste kettingwielen verwijderd. De achternaaf wordt vervangen door een baannaaf. De kettinglijn is een aandachtspunt: deze moet recht zijn.